# 2-й Войковский проезд
2-й Во́йковский прое́зд — улица в Северном административном округе города Москвы на территории Войковского района. Проходит от Ленинградского шоссе до 3-й Радиаторской улицы. Нумерация домов ведётся от Ленинградского шоссе.

## Название
Проезд назван в 1929 году в связи с расположением на территории бывшего посёлка Войковец, названного в честь Петра Войкова.
Вновь образован 11 июля 1958 года Решением Исполнительного комитета Московского городского Совета депутатов трудящихся № 40/12 путем присвоения наименования Проектируемому проезду № 542 и упразднения существовавшего ранее наименования 2-й Войковский проезд ввиду ликвидации этого проезда.
В постсоветское время различные общественные организации неоднократно предлагали переименовать проезд, но безуспешно. Одним из вариантов названия предлагался 2-й Волковский проезд (в честь космонавта В. Н. Волкова и расположенной рядом улицы его имени).

## Описание
Проезд начинается от Ленинградского шоссе у дома № 2/11 и заканчивается пересечением с 3-й Радиаторской улицей. Направление — с востока на запад.
Автодорога начинается западнее дома № 2/11, к ней ведёт пешеходная дорога от выходов из подземного перехода через Ленинградское шоссе. Автомобильное движение — по одной полосе в каждую сторону, светофоров нет, пешеходных переходов тоже нет. Оборудован тротуарами. Примыкание с чётной стороны — 2-я Радиаторская улица.

## Здания и сооружения
Нечётная сторона
- Дом 1
- Дом 3
- Дом 5
- Дом 7, корпус 1
- Дом 7, корпус 2
- Дом 7, корпус 3

Чётная сторона
- Дом 2/11
- Дом 8

## Фотогалерея

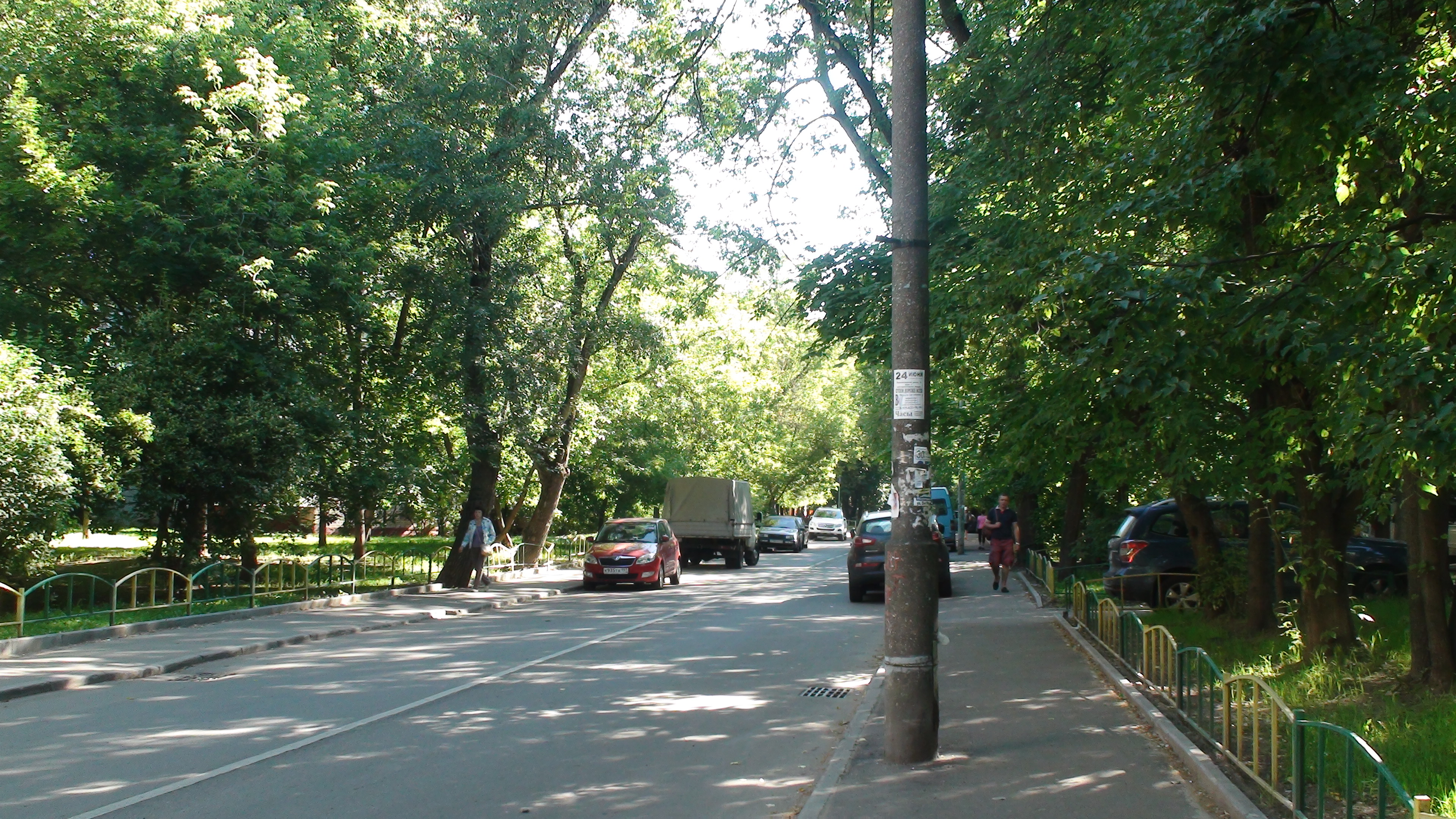
2-й Войковский проезд
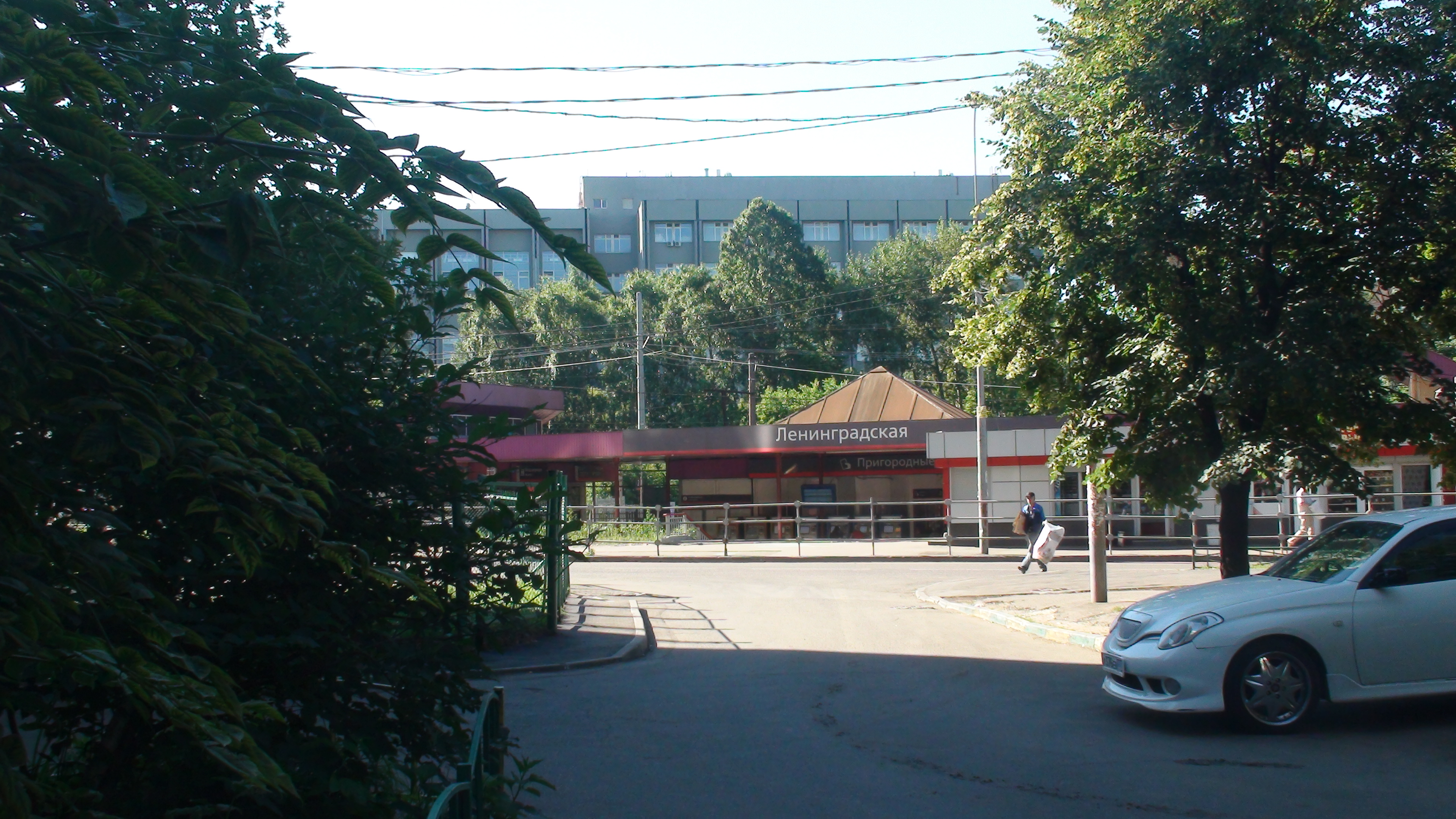
2-й Войковский проезд
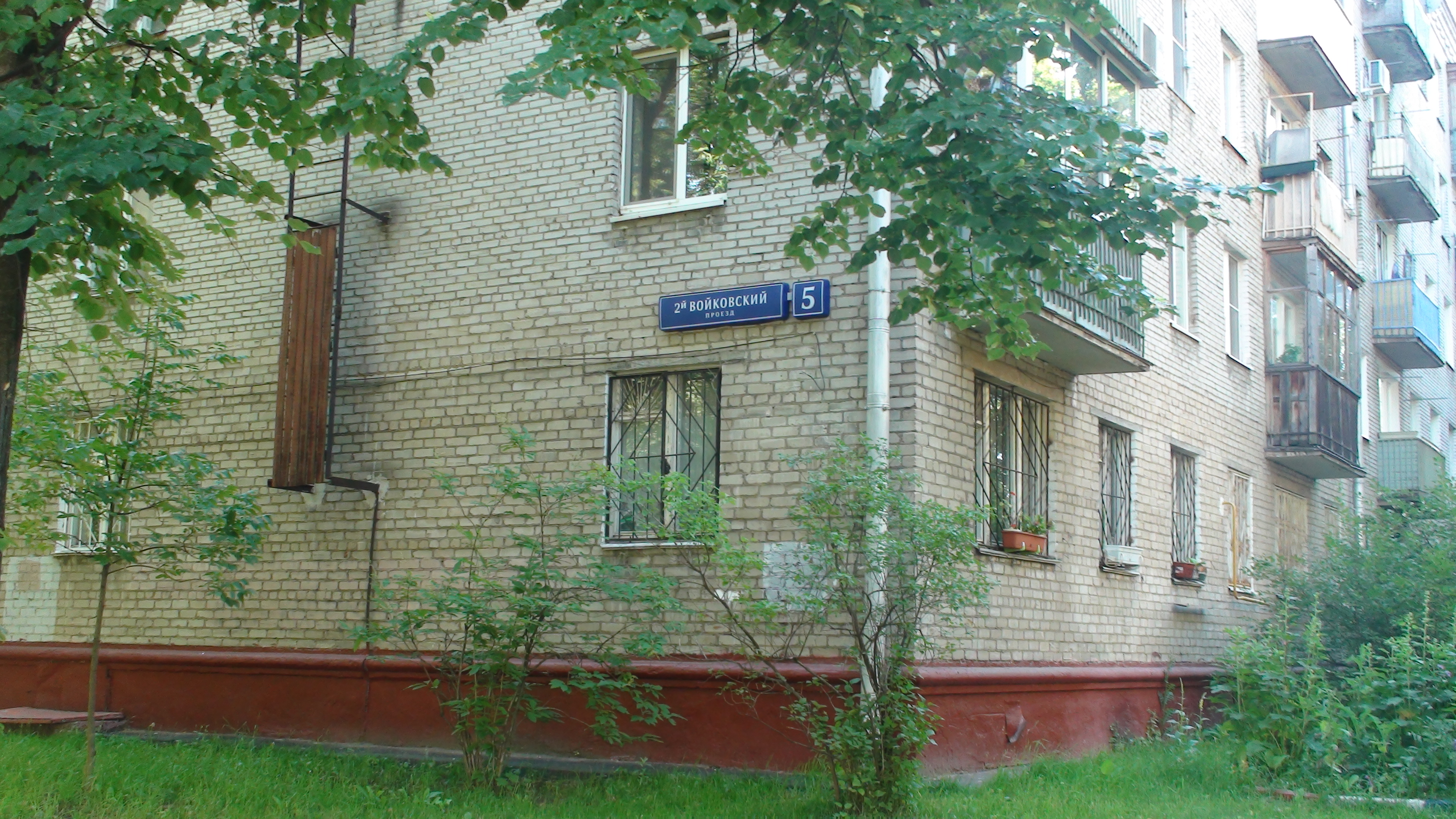
2-й Войковский проезд

## Общественный транспорт
Наземный общественный транспорт по проезду не ходит.
- Станция метро «Войковская» — в 130 метрах от начала проезда
- Станция МЦК «Стрешнево» — приблизительно в 400 м от конца проезда
- Ж/д платформа, также станция линии МЦД-2 «Стрешнево» — примерно в 300 метрах от проезда